# Борисов
Вижте пояснителната страница за други значения на Борисов.
Борисов (на беларуски: Барысаў; на руски: Борисов) е град в Беларус, административен център на Борисовски район, Минска област. Населението на града през 2013 година е 180 100 души.

## История
Селището е споменато през 1102 година от Борис Всеславович, княз на Полоцк.

## География
Градът е разположен по брега на река Березина.

## Население
| Година | Население |
| ------ | --------- |
| 1795   | 1600      |
| 1887   | 17 737    |
| 1907   | 18 055    |
| 1959   | 59 300    |
| 1969   | 77 000    |
| 1970   | 84 000    |
| 1991   | 150 200   |
| 1996   | 156 000   |
| 1997   | 159 300   |
| 2007   | 169 300   |
| 2010   | 174 100   |
| 2011   | 178 300   |
| 2013   | 180 100   |

## Побратимени градове
- Малоярославец, Русия
- Митишчи, Русия
- Ногинск, Русия
- Пазарджик, България
- Подолск, Русия